# Discografia de Yellowcard
Este anexo lista a discografia da banda Yellowcard.

## Álbuns de estúdio
| Ano                       | Detalhes                                                                        | Posições | Posições | Posições | Posições | Posições | Certificações  |
| Ano                       | Detalhes                                                                        | EUA      | CAN      | US Rock  | AUS      | NZ       | Certificações  |
| ------------------------- | ------------------------------------------------------------------------------- | -------- | -------- | -------- | -------- | -------- | -------------- |
| 1997                      | Midget Tossing - Lançamento: 1 de Abril de 1997 - Gravadora: DIY Records        | —        | —        | —        | —        | —        |                |
| 1999                      | Where We Stand - Lançamento: 1999 - Gravadora: Takeover Records                 | —        | —        | —        | —        | —        |                |
| 2001                      | One for the Kids - Lançamento: 17 de Abril de 2001 - Gravadora: Lobster Records | —        | —        | —        | —        | —        |                |
| 2003                      | Ocean Avenue - Lançamento: 22 de Jullho de 2003 - Gravadora: Capitol            | 23       | —        | —        | —        | 8        | - EUA: Platina |
| 2006                      | Lights and Sounds - Lançamento: 24 de Janeiro de 2006 - Gravadora: Capitol      | 5        | 4        | —        | 6        | 11       | - EUA: Ouro    |
| 2007                      | Paper Walls - Lançamento: 17 de Jullho de 2007 - Gravadora: Capitol             | 13       | —        | 6        | 46       | —        |                |
| "—" não chegou às tabelas |                                                                                 |          |          |          |          |          |                |

## EPs
| Ano  | Detalhes                                                               |
| ---- | ---------------------------------------------------------------------- |
| 2000 | Still Standing EP - Lançamento: 2000 - Gravadora: DIY Records          |
| 2002 | The Underdog EP - Lançamento: 9 July 2002 - Gravadora: Fueled by Ramen |

## Ao vivo
| Ano  | Detalhes                                                                                  |
| ---- | ----------------------------------------------------------------------------------------- |
| 2004 | Sessions@AOL - EP - Lançamento: 2004 - Gravadora: Capitol                                 |
| 2008 | Live from Las Vegas at the Palms - Lançamento: 22 de Janeiro de 2008 - Gravadora: Capitol |

## DVD
| Ano  | Detalhes | Certificações  |
| ---- | --- | -------------- |
| 2004 | Beyond Ocean Avenue: Live at the Electric Factory - Lançamento: 12 de Novembro de 2004 - Gravadora: Capitol | - EUA: Platina |

## Singles
| Ano                       | Título                 | Posições | Posições | Posições | Posições | Posições | Posições | Certificações | Álbum             |
| Ano                       | Título                 | EUA      | US Pop   | US Mod.  | RU       | AUS      | NZ       | Certificações | Álbum             |
| ------------------------- | ---------------------- | -------- | -------- | -------- | -------- | -------- | -------- | ------------- | ----------------- |
| 2003                      | "Way Away"             | —        | —        | 25       | 63       | 36       | —        |               | Ocean Avenue      |
| 2004                      | "Ocean Avenue"         | 27       | 7        | 21       | 65       | 15       | 34       | - EUA: Ouro   | Ocean Avenue      |
| 2005                      | "Only One"             | 122      | 20       | 15       | —        | —        | —        | - EUA: Ouro   | Ocean Avenue      |
| 2006                      | "Lights and Sounds"    | 50       | 42       | 4        | 56       | 24       | 23       |               | Lights and Sounds |
| 2006                      | "Rough Landing, Holly" | —        | —        | 27       | —        | 49       | —        |               | Lights and Sounds |
| 2007                      | "Light Up the Sky"     | —        | —        | 41       | —        | —        | —        |               | Paper Walls       |
| "—" não chegou às tabelas |                        |          |          |          |          |          |          |               |                   |

## Vídeoclipes
| Ano  | Música                     | Director       |
| ---- | -------------------------- | -------------- |
| 2002 | "Powder"                   | Scott Culver   |
| 2003 | "Way Away"                 | Patrick Hoelck |
| 2004 | "Ocean Avenue"             | Marc Webb      |
| 2004 | "Only One"                 | Phil Harder    |
| 2005 | "Lights and Sounds"        | Marc Webb      |
| 2006 | "Rough Landing, Holly"     | Marc Webb      |
| 2007 | "Light Up the Sky"         | Lisa Mann      |
| 2011 | "For You, And Your Denial" | -              |
| 2011 | "Hang You Up"              | -              |
| 2011 | "Sing For Me"              | Robby Starbuck |
| 2011 | "Be The Young"             | -              |
| 2011 | "With You Around"          | -              |

## Outras participações

### Compilações
| Ano  | Álbum                                                                   | Música                                  |
| ---- | ----------------------------------------------------------------------- | --------------------------------------- |
| 2001 | The Beginning of the End                                                | "Big Apple Heartbreak"                  |
| 2002 | Punk Goes Pop                                                           | "Everywhere" (Cover de Michelle Branch) |
| 2002 | Because We Care: A Benefit for the Children's Hospital of Orange County | "Rough Draft" (Electric Version)        |
| 2003 | 2003 Warped Tour Compilation                                            | "Finish Line"                           |
| 2003 | Limited Tour EP                                                         | "Hey Mike"                              |
| 2003 | Punk Goes Acoustic                                                      | "Firewater"                             |
| 2003 | Sleepover Soundtrack                                                    | "Way Away"                              |
| 2004 | Spider-Man 2                                                            | "Gifts and Curses"                      |
| 2004 | Rock Against Bush, Vol. 2                                               | "Violins"                               |
| 2004 | Big Shiny Tunes 9                                                       | "Ocean Avenue"                          |
| 2007 | Instant Karma: The Amnesty International Campaign to Save Darfur        | "Oh, My Love"                           |

### Vídeo jogos
| Ano  | Jogo                          | Música(s)                            |
| ---- | ----------------------------- | ------------------------------------ |
| 2001 | Amped: Freestyle Snowboarding | "Cigarette" e "Rock Star Land"       |
| 2003 | Madden NFL 2004               | "Way Away"                           |
| 2003 | SSX 3                         | "Way Away"                           |
| 2003 | Amped 2                       | "Drifting"                           |
| 2004 | Burnout 3: Takedown           | "Breathing"                          |
| 2005 | Burnout Legends               | "Lights and Sounds"                  |
| 2006 | FlatOut 2                     | "Breathing" e "Rough Landing, Holly" |
| 2007 | Madden NFL 08                 | "Fighting"                           |